# Ss (digramme)
Cette page contient des caractères spéciaux ou non latins. S’ils s’affichent mal (▯, ?, etc.), consultez la page d’aide Unicode.
Pour les articles homonymes, voir SS.
Ss (minuscule ss) est un digramme de l'alphabet latin composé de deux S. 

## Linguistique
- En français, le digramme « ss » correspond généralement à [s] entre deux voyelles.

## Représentation informatique
Comme la majorité des digrammes, il n'existe aucun encodage de Ss sous un seul signe, il est toujours réalisé en accolant deux S.